# Sciades rufulus
Sciades rufulus là một loài bọ cánh cứng trong họ Cerambycidae.